# 拉普萊斯 (伊利諾伊州)
拉普萊斯（英語：La Place）是位於美國伊利諾伊州皮亞特縣的一個人口普查指定地區。

## 地理
拉普萊斯的座標為39°48′00″N 88°43′00″W / 39.80000°N 88.71667°W，而該地最高點為海拔高度214米（即702英尺）。

## 人口
根據2010年美國人口普查的數據，拉普萊斯的面積為1.84平方千米，當中陸地面積為1.84平方千米，而水域面積為0.00平方千米。當地共有人口259人，而人口密度為每平方千米140.76人。